# Sindrome di Werner
La sindrome di Werner è una malattia genetica ereditaria rara che provoca invecchiamento precoce, associato a una predisposizione al tumore. I geni che controllano il differenziamento, la proliferazione cellulare e che eliminano i danni da radicali liberi sono alterati. È una malattia autosomica recessiva.
Lo sviluppo è generalmente normale fino al decimo anno di età. Il primo sintomo è l'arresto della crescita dentaria. Verso i 20 anni i capelli incanutiscono e diminuiscono, la voce diventa fievole e vi sono mutamenti cutanei. Le arterie si induriscono e si manifestano insufficienze respiratorie. L'infarto o il tumore sono le principali cause di decesso, che nella maggior parte dei casi sopraggiunge tra i 40 e i 50 anni.
La sindrome non va confusa con la progeria.

## Storia
La sindrome di Werner prende il nome da Otto Werner, uno scienziato tedesco, che, come studente, ha descritto la sindrome come parte della sua tesi di dottorato nel 1904.

## Epidemiologia
La prevalenza della malattia è stimata essere compresa da 1 ammalato su 500 000 a 1 su 150 000 persone. La sua incidenza cresce nelle popolazioni ad alto tasso di consanguineità.

## Genetica

La sindrome di Werner è un esempio di ereditarietà autosomica recessiva

La sindrome di Werner è una malattia autosomica recessiva. Il gene WRN associato con la sindrome di Werner si trova sul cromosoma 8 negli esseri umani ed è l'unico gene noto per essere associato con tale sindrome. La malattia è causata da un mutazione nel gene WRN, (o RECQL2) che codifica una DNA elicasi che funziona 3'{\displaystyle \to }5'. L'aumento del logoramento dei telomeri e l'instabilità genomica sono stati osservati nella sindrome di Werner e il rapido decadimento dei telomeri è ritenuto essere una causa delle manifestazioni cliniche e patologiche della malattia. Il processo attraverso cui il gene mutante WRN promuove l'instabilità dei telomeri è tuttora sconosciuto.

## Decorso
Anche se i sintomi si manifestano dopo dieci anni, la prima diagnosi avviene intorno ai sei anni. Dopo la pubertà l'invecchiamento avanza rapidamente, così che entro i 40 anni si appare di diversi decenni più vecchi.

## Sintomi
I sintomi della sindrome di Werner sono: mancanza di crescita adolescenziale, incanutimento dei capelli, raucedine della voce, ispessimento della pelle, diabete mellito, cataratta, ipogonadismo, cancro, aterosclerosi, osteoporosi.

## Morte
Nelle persone con sindrome di Werner, la morte avviene di solito con infarto miocardico o per cancro.

## Trattamento
Nel 2010, la vitamina C è stata proposta per invertire l'invecchiamento precoce e per prevenire le disfunzioni dei tessuti. La vitamina C riduce l'attività dei geni attivati nell'uomo con la sindrome di Werner e aumenta l'attività di quelli coinvolti nella riparazione dei tessuti.